# 2002 en astronomie
2000 en astronomie - 2001 en astronomie - 2002 en astronomie - 2003 en astronomie - 2004 en astronomie

## Astronomie

### Prix
- Prix Jules-Janssen : Armand H. Delsemme
- Médaille Bruce : Bohdan Paczynski

## Événements

### Janvier
- 9 janvier : découverte du quasi-satellite de la Terre, 2002 AA29.

### Février

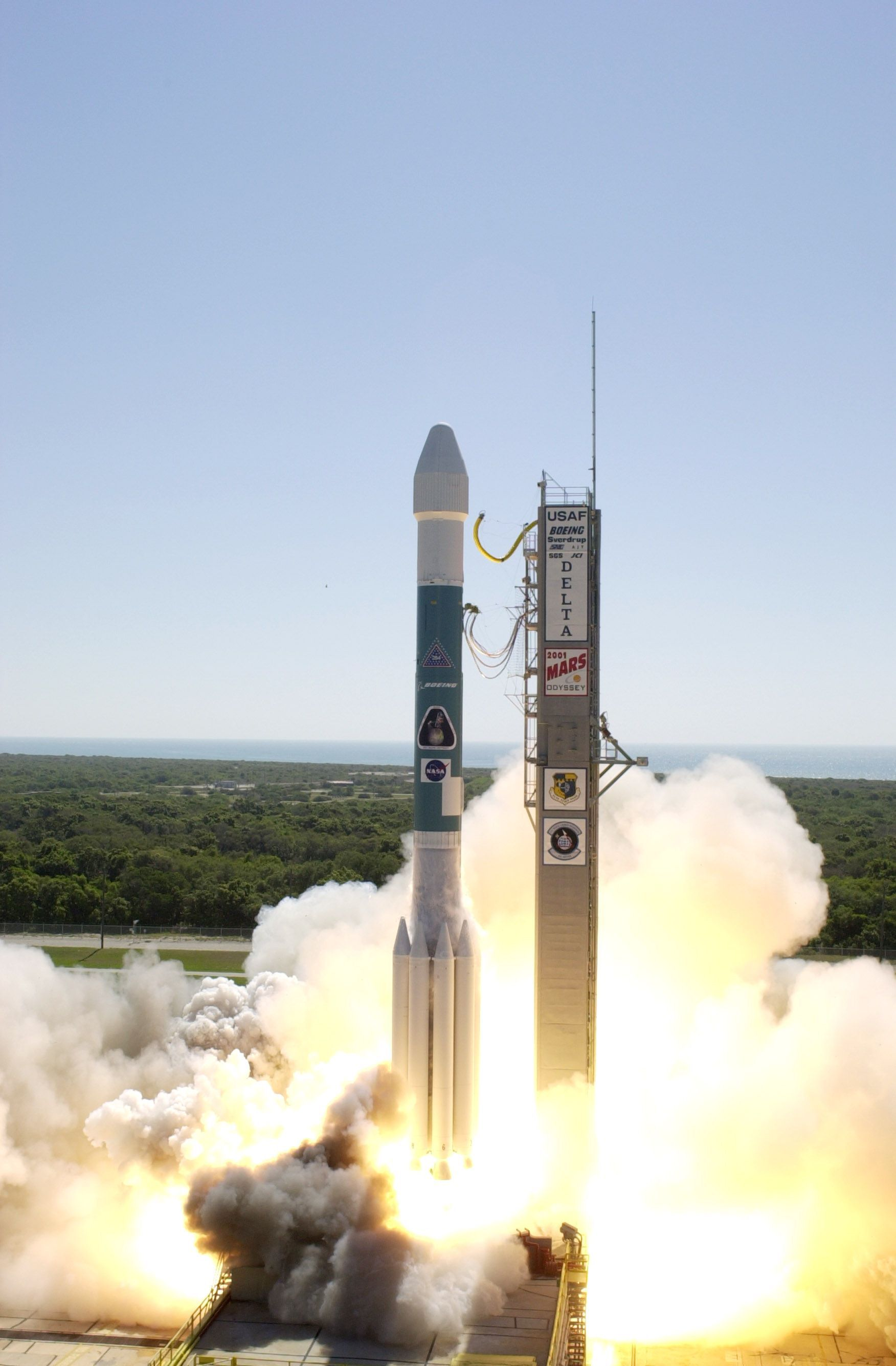
Lancement de 2001 Mars Odyssey le 7 avril 2001 par une fusée Delta II-7425.

- 19 février : la sonde spatiale 2001 Mars Odyssey commence la cartographie de Mars.

### Mai
- 26 mai : la sonde 2001 Mars Odyssey découvre de grands dépôts d'eau glacée sur Mars.

### Juin
- 4 juin : découverte de (50000) Quaoar. Lors de sa découverte, c'était le plus grand planétoïde du Système solaire.

- 10 juin : éclipse solaire du 10 juin 2002, une éclipse annulaire.

### Août
- 13 août : découverte d'une lune de Neptune : Laomédie.

- 14 août : découverte de Halimède et Sao, des satellites de Neptune, par Matthew J. Holman, John J. Kavelaars, Tommy Grav, Wesley C. Fraser et Dan Milisavljevic.

### Octobre
- 31 octobre : découverte d'une lune de Jupiter : Arché.

### Décembre
- 4 décembre : éclipse solaire du 4 décembre 2002, une éclipse totale.

## Exoplanètes
- Découverte de Iota Draconis b[1].